# Fekete langur
A fekete langur vagy jávai langur (Trachypithecus auratus) a cerkóffélék (Cercopithecidae) családján belül a karcsúmajomformák (Colobinae) alcsaládjába tartozó Trachypithecus nem egyik faja.
A „langur” név jelentése a hindi nyelvben „hosszú farok”.

## Előfordulása
Indonézia néhány kisebb szigetén, Jáva, Bali és Lombok trópusi esőerdeiben él.

## Alfajai
Elterjedési területétől függően két alfaját különböztetik meg, melyek élőhelye egymástól elkülönül.
- Trachypithecus auratus auratus – Jáva keleti felén fordul elő.
- Trachypithecus auratus mauritius – Jáva nyugati felén, valamint Bali és Lombok szigetén él.

## Megjelenése

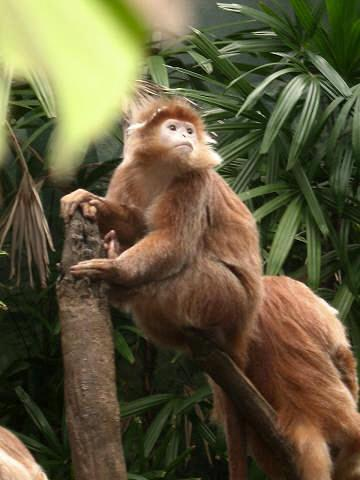
Nőstény

A fekete langur testhossza átlagosan 55 centiméter, farka meglehetősen hosszú, átlagosan 87 cm. Testtömege 7 kg körül van. Két színváltozata van, a szőrzet színe azonban nem függ sem az alfaji hovatartozástól, sem a nemtől. A sötétszürke alapszőrzet a gyakoribb, a test oldalán, a pofa körül és a végtagokon barnás árnyalattal. A másik színváltozat alapszíne sötét narancssárga, a végtagokon és a fejen világosabb, a háton pedig sötétebb árnyalattal. A fiatalok színezete mindig narancssárga.

## Életmódja
A jávai langurok nappali életmódúak. Idejük nagy részét a fákon töltik, a talajra nagyon ritkán ereszkednek le. Átlagosan hétfős csapatban élnek, melynek élén egy kifejlett hím áll. A csapat a területét hangjelzéssel jelöli ki. A különböző csoportokban élő nőstények egymással ellenségesen viselkednek, egy csoporton belüli nőstények azonban gyakran segítenek egymásnak a kölykök nevelésében is. A nőstények abban a csoportban maradnak, melyben a világra jönnek, a hímek azonban ivarérettségüket elérve elvándorolnak a szülői csapatból, és magányosan vagy fiúcsapatokat alkotva élnek, míg egy csoport élére nem állnak.
Szinte kizárólag növényekkel táplálkoznak, nagy mennyiségben fogyasztanak leveleket, emellett rügyeket, gyümölcsöket és virágokat, de kis mennyiségben rovarlárvákat is fogyasztanak. Gyomruk a nagy mennyiségben elfogyasztott növényi részek hatékonyabb emésztéséhez módosult.

## Szaporodása

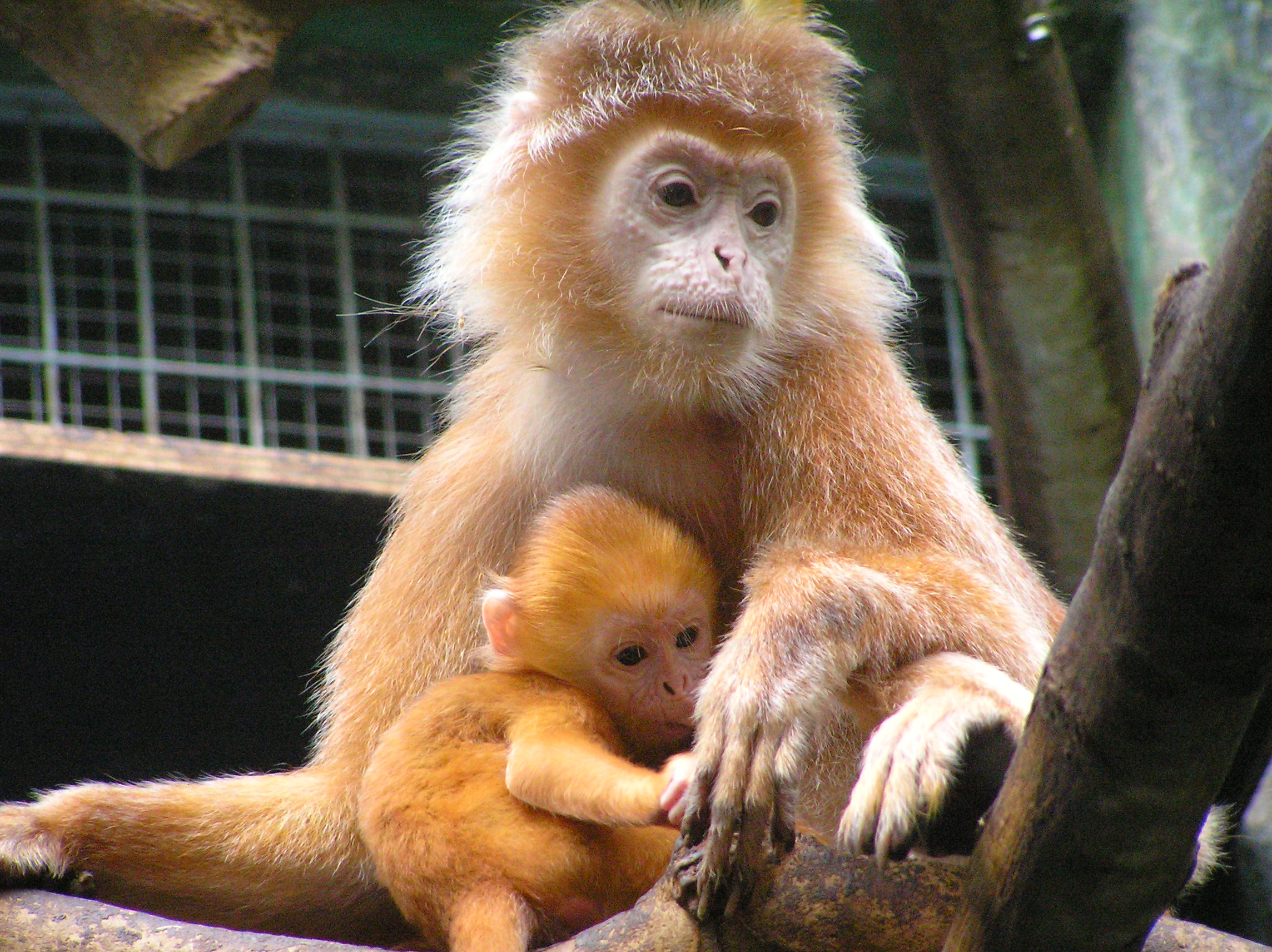
Nőstény a kölykével

A fekete languroknak nincs kitüntetett szaporodási időszakuk, a párzás és a születés egész évben megtörténhet. A nőstények mintegy 200 napos vemhesség után egy kölyöknek adnak életet. A kölykök egyéves korukra lesznek önállóak. Ivarérettségüket 3-4 évesen érik el. Élettartamuk elérheti a 20 évet is.

## Természetvédelmi helyzete
A fekete langurok elsősorban élőhelyük pusztítása miatt kerülnek veszélybe. A trópusi esőerdők kiterjedése a fakitermelések miatt, valamint az új mezőgazdasági területek nyerése céljából történő erdőégetéssel csökken nagymértékben. A faj legfőbb ellensége az ember, húsuk miatt vadásszák őket. Élőhelyük elsősorban nemzeti parkokra korlátozódik, melyek kis területeken még biztosíthatják fennmaradásukat, ám a hathatós természetvédelmi intézkedések nélkül a faj kipusztulhat.
A Természetvédelmi Világszövetség (IUCN) a  veszélyeztetett kategóriába sorolja a fajt. Szerepel a vadon élő állatok kereskedelmét szabályozó CITES második függelékében.

## Fekete langurok az állatkertekben
Mivel a fekete langur kipusztulás által fenyegetett faj, ezért az Európai Állatkertek és Akváriumok Szövetsége tenyészprogramot hozott létre a faj fennmaradása érdekében.
Állatkertekben nem túl gyakori faj, Magyarországon a Fővárosi Állat- és Növénykertben él egy hattagú csapat.